# Bellingen Shire
Koordinaten: 30° 27′ S, 152° 54′ O

Das Bellingen Shire ist ein lokales Verwaltungsgebiet (LGA) im australischen Bundesstaat New South Wales. Das Gebiet ist 1.600,4 km² groß und hat etwa 13.000 Einwohner.
Bellingen liegt an der Ostküste Australiens etwa 520 km nördlich der Metropole Sydney und 430 km südlich von Brisbane. Das Gebiet umfasst 28 Ortsteile und Ortschaften: Bellingen, Bielsdown Hills, Bostobrick, Brierfield, Cascade, Darkwood, Deer Vale, Dorrigo, Dorrigo Mountain, North Dorrigo, Fernbrook, Fernmount, Gleniffer, Hydes Creek, Kalang, Megan, Mylestom, Never Never, Raleigh, Repton, Tallowwood Ridge, Thora, Urunga, Valery und Teile von Brinerville, Kannaicle Creek, Spicketts Creek und Valla. Der Sitz des Shire Councils befindet sich in der Stadt Bellingen im Osten der LGA, wo etwa 4.000 Einwohner leben.

## Verwaltung
Der Bellingen Shire Council hat sieben Mitglieder, sechs Councillor und ein Vorsitzender und Mayor (Bürgermeister), die von den Bewohnern der LGA gewählt werden. Bellingen ist nicht in Bezirke untergliedert.